# مو (فیلم ۱۳۹۳)
مو فیلمی به کارگردانی نویسندگی و تهیه کنندگی محمود غفاری ساختهٔ سال ۱۳۹۳است. این فیلم اولین بار در سی امین دوره جشنواره بین‌المللی فیلم فریبورگ به نمایش درآمد و جایزه تماشاگران و هیات داوران جوان را به دست آورد. «مو» به دلیل وجود صحنه‌های بدون حجاب اجباری از بازیگران زن فیلم در ایران توقیف شد. این فیلم در سال ۱۳۹۸ در سینماهای فرانسه اکران عموی شد و در سال ۱۴۰۰ و در بحبوحه جنبش زن، زندگی، آزادی از شبکه بی‌بی‌سی فارسی به نمایش درآمد. محمود غفاری در گفتگو با نزهت بادی(وب سایت کایه دو فمینیست) درباره چگونگی شکل گیری ایده ی فیلم گفت: بعد از توقیف فیلم اولم این یک رویاست سرخورده شده بودم، همزمان ماجرای دختران کاراته‌کار مطرح شد که به آنها به خاطر حجاب اجازه نداده بودند در مسابقه جهانی شرکت کنند. حس همذات‌پنداری با آن‌ها داشتم و تصمیم گرفتم این فیلم را مثل فیلم قبلی ام بدون مجوز بسازم. یعنی ارشاد، اجازه نمایش فیلم قبلی را نداد که تنبیه شوم ولی من دوباره همان کار را به شکل اعتراضی تکرار کردم و فیلم (مو) را در تهران با بودجه شخصی و طی مدت ۱۲ جلسه ساختم.

## بازیگران
- شبنم اخلاقی
- شیرین بختیاری
- شیرین اخلاقی
- مرتضی علی عباس میرزایی

## داستان
داستان فیلم درباره ۳ دختر ورزشکار عضو تیم ملی کاراته ایران است که قرار است در مسابقات جهانی شرکت کنند اما به دلیل قوانین سرسختانه حجاب از سوی فدراسیون کاراته جمهوری اسلامی ایران از حضور آنها در این مسابقات ممانعت به عمل می آید. این فیلم تلاش سرسختانه این سه دختر برای به دست اوردن حق زنان در انتخاب پوشش را به نمایش در می آورد.

## جوایز
- جایزه منتخب تماشاگران و هیئت داوران جوان سی امین دوره جشنواره بین‌المللی فیلم فریبورگ ۲۰۱۶[۵]
- برنده جایزه بهترین فیلم بوردکس فرانسه ۲۰۱۶[۶]